# Castrul roman de la Sărățeni
Castrul roman de la Sărățeni, județul Mureș, este înscris pe 
lista monumentelor istorice din județul Mureș elaborată de Ministerul Culturii și Patrimoniului Național din România în anul 2010 (cod MS-I-s-B-15416).